# Serendipity (倉木麻衣の曲)
「Serendipity」（セレンディピティ）は、日本の歌手・倉木麻衣とSensationの配信限定シングル。
JR西日本「山陽新幹線全線開業40周年記念 関西ブランディングプロモーション『あしたセレンディピティ』」CMソングとして使用された。

## 解説
- アルバム『MAI KURAKI BEST 151A -LOVE & HOPE-』以来、約半年ぶりの新作であり、2015年に倉木麻衣が本人名義でリリースした唯一の音楽作品である。
- オリジナルバージョンが発表された約半年後の2016年1月6日、Sensationを客演に迎えたバージョンが『Serendipity (feat. Sensation)』としてレコチョクのみで配信された。

## チャート成績
- 『Serendipity (feat. Sensation)』は大手音楽配信サイトレコチョクでデイリー1位を記録した[1]。

## ミュージックビデオ
- この楽曲のミュージックビデオは2015年1月6日にGYAO!、1月7日にYouTubeで配信された。このミュージックビデオはJR西日本とのタッグにより新幹線の車内で撮影されており、ダンスアーティスト黄帝心仙人も出演している[2]。

## 収録曲

### オリジナルバージョン
1. Serendipity [4:16]
作詞：倉木麻衣 / 作曲：徳永暁人

### feat. Sensation バージョン
1. Serendipity (feat. Sensation) [4:23]

## 収録アルバム
- Smile